# Abdelkader Belliraj
Abdelkader Belliraj (àrab: عبد القادر بليرج, ʿAbd al-Qādir Billīraj) (Ihddaden, vora Nador, Marroc, 1957) és un ciutadà marroquí-belga que en 2009 fou trobat culpable de tràfic d'armes i de planejar atacs terroristes al Marroc.

## Carrera criminal
En la dècada de 1980, va ser condemnat a Bèlgica per assalt i lesions (1986), posteriorment per abús de confiança, tràfic d'armes i de passaports falsos amb còmplices dins dels consolats marroquins de Bèlgica (1987), així com malversació (1989).
El 17 d'abril de 2000 una banda belga-marroquí va organitzar amb èxit l'atracament d'una agència Brinks a Kehlen (Luxemburg) assolint un botí de 17 milions d'euros. Abdellatif Bekhti va ser detingut i condemnat a Luxemburg a vint anys de presó el gener de 2003. Es va aconseguir escapar dos mesos més tard amb l'ajut de la seva banda. A continuació es va refugiar avl seu Marroc natal. Presumptament va blanquejar 2.500.000 euros al Marroc, on va ser detingut de nou en 2008, juntament amb l'anomenada "xarxa Belliraj".
El 31 d'octubre de 2008 el seu fill Omar Belliraj i Abderahim Bekhti es van presentar davant el Tribunal Correccional de Brussel·les pel blanqueig de diners de l'atracament Brink (per càrrecs que havien estat lleugerament reduïts al robatori de 15 milions d'euros). Abderahim Bekhti després va dir: "Sí, el meu germà va cometre l'atracament a Luxemburg i es va endur més de 600 milions de francs belgues. Va ser condemnat a 20 anys i es va escapar. Després, va ser acollit per Belliraj qui li va dir que podia invertir els diners. Va invertir en hotels i el meu germà mai va tornar a veure els seus diners. Des d'allà, no hi ha blanqueig. He comprat un Porsche, això és tot." El corresponsal judicial de La Dernière Heure esmenta que Abderahim Bekhti i Omar Belliraj rentaren els diners mitjançant la compra de quatre Porsches, un Mercedes, una motocicleta Honda i un jet ski, només amb bitllets de 500 euros.

## Actitivat política i terrorista
Durant els anys 1970 hauria tingut contactes amb l'organització marxista-leninista clandestina Ila Al Amame, on hi va conèixer Mustapha Moatassim, aleshores militant d'extrema esquerra i que durant la dècada del 2000 esdevindria portaveu i secretari general del Partit de l'Alternativa Civilitzacional, un partit d'intel·lectuals islamistes que mantenien relacions privilegiades amb les organitzacions d'extrema esquerra (Partit Socialista Unificat entre altres) it de defensa dels drets humans. Mustapha Moatassim i d'altres militants del seu partit foren arrestats al mateix temps que Abdelkader Belliraj, i el partit fou dissolt immediatament per decisió del govern marroquí.
En la dècada de 1980, Belliraj era un activista de la secció àrab de la Confederació de Sindicats Cristians, dirigida pel panarabista marroquí Lekbir Nouri. Tanmateix l'única prova de la suposada activitat sindical de Belliraj són les seves pròpies paraules. El sindicat cristià va declarar que Belliraj mai va ser empleat de la seva organització i que mai n'havia estat membre de cap manera (l'afiliació és una condició per al seu reconeixement com a activista sindical).
Nouri i els seus companys van viatjar molt a Orient Mitjà, sobretot aLíbia i Iraq, tant per raons polítiques com per obtenir diners dels règims àrabs "progressistes" rics en petroli. Una delegació d'aquesta secció àrab, inclòs Belliraj, es va reunir a l'Iran amb Khomeini en 1981. Va haver-hi acusacions de malversació de fons en 1989 contra Nouri i Belliraj, que presumptament disposaven de grans quantitats de fons de Líbia i Iraq per al seu ús personal.

### Confident dels serveis d'intel·ligència
En algun moment de la dècada de 1990 Belliraj es va convertir en informant per a la principal agència d'intel·ligència belga, el Servei de Seguretat de l'Estat, infiltrant-se en organitzacions criminals, i fins i tot va sopar amb Osama bin Laden menys de dues setmanes abans de l'11 de setembre. Belliraj ha lliurat grans quantitats d'informació pel que fa a Al-Qaida a les autoritats belgues. També s'ha dit que també podria haver estat informant a la CIA i/o a un servei secret marroquí.

### Acusacions d'assassinat en el 1988-1989
Belliraj presumptament va cometre una sèrie d'assassinats en 1986-1989, i per tres d'ells va rebre 300 dòlars d'Abu Nidal. Alguns d'ells van ser reivindicats a Beirut pels Soldats del Dret. En la dècada de 1990, Belliraj suposadament es va involucrar en xarxes criminals i terroristes internacionals, treballant com a "home dels diners." No obstant això, es va retractar de totes aquestes "confessions" més endavant a través del seu advocat. També va declarar en una carta oberta, escrita a l'agost de 2008 i publicada pel diari belga Le Soir, que l'havien estat arrencades sota tortura, una pràctica habitual del sistema policial marroquí.
Les suposades confessions de Belliraj impliquen els assassinats de:
- 28 de juliol de 1988: Raoul Schouppe, 65 anys, botiguer de Brussel·les i ex suboficial de la Força Aèria Belga, que era conegut localment per ser jueu.
- 16 d'agost de, 1988: Marcel Bille, de 53 anys, suposadament perquè Bille era client de prostituts marroquins; el van matar amb la mateixa arma que Schouppe
- 29 de març de, 1989: Abdullah al-Ahdal El Hasi, 36 anys, imam i director del centre islàmic i cultural de Brussel·les (llavors posat a càrrec de les autoritats belgues de l'islam a Bèlgica, amb èmfasi en la selecció de professors islàmics pagats per les autoritats belgues; aquesta anomenada "Gran Mesquita" era controlada per la Lliga Mundial Isàmica amb suport saudita)
- 29 de març de 1989: Salem Bahri, de 48 anys, ajudant d'El Hasi, suposadament per oposar-se a la fatwa de Khomeini contra Salman Rushdie.
- 20 de juny de 1989: Samir Gahez Rasoul, de 24 anys, xofer de l'ambaixador d'Aràbia Saudita a Bèlgica; suposadament era una víctima col·lateral d'un tret dirigit a un diplomàtic saudita
- 3 d'octubre de 1989:. Joseph Wybran, de 49 anys, immunòleg belga i líder de la comunitat jueva local.[16][17]

### Traficant d'armes en la dècada del 2000
Belliraj i uns altres 37 foren arrestats al Marroc en gener i febrer de 2008; llurs detencions van ser fetes públiques el 18 de febrer de 2008. Se'ls va acusar d'emmagatzemar armes per atacs terroristes. Belliraj va negar els càrrecs, afirmant que les armes foren descobertes en la dècada de 1990, destinades a donar suport (o a ser venudes) als radicals islàmics d'Algèria. S'ha argumentat que aquestes armes podrien haver estat part d'un intent per part dels serveis secrets belgues d'infiltrar Belliraj dins d'una organització terrorista algeriana; i que van ser descoberts a Beni Chiker, vora Nador a la regió Rif, una zona molt coneguda per tràfic de drogues i armes.

## Judici
El judici de Belliraj va ser protocol·litzat el 16 d'octubre de 2008, al Tribunal d'Apel·lació Criminal de Salé encarregada dels assumptes de terrorisme, sota el jutge Abdelkader Chentouf. Va continuar fins al 14 de novembre de 2008, a petició dels advocats que representaven a 33 de les 40 i escaig persones acusades. Després va continuar el 26 de desembre de 2008.
El 22 d'octubre de 2008 al ministre de Justícia belga Jo Vandeurzen li va preguntar a la Cambra de Representants pel MP Georges Dallemagne (del CDH, partit de centre-esquerra, membre de la coalició de govern) si Belliraj podria ser jutjat a Bèlgica pels delictes que presumptament hi va cometre entre 1986 i 1989. El ministre va respondre que era prematur plantejar la qüestió d'un judici d'aquest tipus i que el Marroc mai, en tot cas, extradiria Belliraj.
El 27 de juny de 2009, Belliraj va ser condemnat per "planejar atacs terroristes al Marroc, atracaments a Europa, blanqueig de diners i tràfic d'armes a gran escala." Va ser condemnat a cadena perpètua. El seu advocat va dir que planejava apel·lar la sentència. El judici ha estat descrit com el cas de terrorisme més gran del Marroc, i ha dividit els partits polítics, amb poc suport a la defensa de Belliraj. Alguns grups de drets humans han criticat el veredicte, dient que el judici va ser per motius polítics i la conviccions són sospitoses.

## Informe del Servei d'Intel·ligència Belga de 2008
El (primer) informe públic de 2008 del Servei d'Intel·ligència belga, publicat online el gener de 2010, inclou una secció sobre l'"Afer Belliraj", força crític respecte a la versió del Marroc: "Només set de les catorze ordres internacionals de detenció emeses per les autoritats marroquines podrien sotmetre's a examen, perquè les altres persones gaudien de nacionalitat belga al moment dels fets, fent així la seva extradició impossible. Entre els detinguts finalment cap serà extradit, els elements donats pel Marroc no s'han considerat pertinents". La conclusió d'aquesta secció és que "els elements donats pel Marroc no han demostrat indiscutiblement l'existència d'una xarxa ni la seva implicació en sis assassinats a Bèlgica".